# Яна Марінова
Яна Марінова (17 серпня 1978, Софія, Народна Республіка Болгарія) — болгарська акторка.
Закінчила Університет національного та світового господарства.

## Вибіркова фільмографія
- Суперколлайдер (2013)
- Живі легенди (2014)
- 11А (2016)